# Festin de minuit
 (janvier 2020).
Festin de minuit est le trente-troisième album de la série de bande dessinée Les Simpson, sorti le 26 avril 2017, par les éditions Jungle. Il contient trois histoires : Lisa et Bart Simpson dans Linge sale, Fahrenheit 451 et Le dernier fils de Krapton .